# Marc (gewicht)
Een marc is een gewichtsmaat. Deze maat wordt in de Champagne gebruikt voor een vracht van 4000 kg druiven. Dat is de capaciteit van de wijnpersen in de vendangeoirs tussen de wijngaarden. Zij persen uit 4000 kg druiven een cuvée van 2050 liter most en een taille van 500 liter. De taille is bij pinot noir en pinot meunier van mindere kwaliteit.